# Профілактична медицина
Запобі́жна медици́на, профілакти́чна медици́на, превентивна медицина (від дав.-гр. πρόφύλακτικός — «запобіжний»; англ. prophylaxis, preventive medicine) — система науково обґрунтованих заходів в медицині та охороні здоров'я, спрямованих на попередження та зниження ризику розвитку відхилень у стані здоров'я людини, запобіганні виникнення або сповільненні прогресування хвороб та зменшенні важких наслідків.
У широкому значенні профілактику розглядають як створення найсприятливіших для здоров'я населення соціальних і природних умов.
Профілактична медицина є частиною сімейної медицини. Профілактична медицина вивчає проблеми формування, збереження та зміцнення здоров'я здорової людини.

## Сутність превентивної медицини
Превентивна медицина складає:
- медичну валеологію;
- первинну профілактику.[2]

Основою превентивної медицини є індивідуальний холістичний підхід до лікування.
Профілактична медицина охоплює різні методи, включаючи регулярні обстеження, такі як мамографія та колоноскопія для раннього виявлення проблем зі здоров’ям, а також втручання у спосіб життя, що сприяють здоровим звичкам, таким як регулярні фізичні вправи, збалансоване харчування та відмова від шкідливих звичок. Такі інструменти, як алгоритми оцінки ризику, допомагають ідентифікувати осіб із підвищеним ризиком певних станів, дозволяючи розробляти індивідуальні профілактичні стратегії для пом’якшення цих ризиків і зміцнення здоров’я в довгостроковій перспективі.
Телемедичні консультації, медичні чат-боти, медичні додатки на смартфонах допомагають відповісти на турбуючі питання пацієнтів. Датчики, які вмонтовані в фітнес-браслети, годинники, або одяг, дозволяють проводити моніторинг важливих показників організму людини.
На сучасному етапі важливе значення в профілактичній медицині мають індивідуальні та громадські санітарно-гігієнічні заходи.

## Поняття профілактики
До профілактики захворювань громад відносяться різні аспекти лікарської діяльності: поширення здорового способу життя (харчування, фізична активність, звички сну та праці), покращення психічного здоров'я індивідуумів та суспільства, покращення умов життя та якості продуктів харчування, імунізації проти інфекційних захворювань (кір, дифтерія, кашлюк та ін.), використання засобів діагностики та моніторингу, покращенню суспільного здоров'я та доступності якісної інформації.

##### Види профілактики:
- Первинна профілактика (радикальна) — спрямована на усунення причини хвороби шляхом поліпшення умов праці та побуту (оздоровлення навколишнього середовища, організація здорового способу життя, гігієнічне нормування впливу факторів); передбачає або повне усунення несприятливого фактора, або його зниження до безпечного рівня (наприклад, відмова від паління знижує імовірність розвитку раку легень);[2]
- Вторинна профілактика — проводиться серед зовні здорових громадян для виявлення в них преморбідних станів — передхвороби (наприклад: обстеження молочних залоз, мазок на атипічні клітини тощо) і спрямована на підвищення резистентності організму (лікувально-профілактичне харчування, засоби індивідуального захисту та ін.);[2][12]
- Третинна профілактика (реабілітація) — спрямована на попередження ускладнень, рецидивів уже розвинутих захворювань, переходу захворювання в хронічну форму (наприклад: зниження рівня холестерину, призначення бета-блокаторів у пацієнтів з інфарктом міокарду);
- Четвертинна профілактика — спрямована на зменшення або припинення втручання у здоров'я пацієнта, запровадження етично коректного лікування.[12]

У широкому розумінні профілактика включає також і всебічний розвиток людини. Медична профілактика є провідним напрямом реформи охорони здоров'я в Україні. 
Профілактика деяких хвороб відома ще зі стародавніх часів. Елементи профілактики, засновані на попередньому досвіді, існували в Стародавніх Індії, Римі, Греції та інших великих цивілізаціях.

## Приклади втілення профілактики у здоров'я населення
Первинна профілактика включає такі заходи:
- виробництво й закупівля вакцин для дітей і дорослих, створення необхідних запасів вакцин;
- вакцинація дітей, дорослих і людей похилого віку, постконтактна профілактика осіб, які підлягають ризику зараження інфекційною хворобою;
- надання інформації про поведінкові або медичні ризики для здоров’я, консультативна допомога та заходи щодо зниження ризиків на індивідуальному рівні й у масштабі спільноти;
- підтримання систем і процедур для включення первинної медико-санітарної та спеціалізованої допомоги до програм з профілактики хвороб;
- виготовлення та закупівля харчових добавок.

Вторинна профілактика передбачає:
- реалізацію програм скринінгу на основі фактичних даних для ранньої діагностики захворювань, програм охорони здоров’я матерів і дітей (скринінг і профілактика вроджених вад);
- виробництво і закупівлю засобів хіміопрофілактики;
- виробництво і закупівлю скринінгових тестів для ранньої діагностики захворювань;
- нарощування потенціалу для задоволення поточних і перспективних потреб.

Третинна профілактика передбачає:
- реабілітацію пацієнтів із захворюваннями для мінімізації залишкових інвалідизуючих наслідків та ускладнень, а також задля максимального продовження повноцінного життя;
- покращення якості життя пацієнта, навіть за неможливості повного одужання.

Третинна профілактика хвороб розглядається також як діяльність, спрямована на індивідів і групи населення, які демонструють різні види ризикованої поведінки.

### Книги
- Основи екології та профілактична медицина: Підручник для мед. ВНЗ І—ІІІ р.а. Затверджено МОЗ / Д. О. Ластков, І. В. Сергета, О. В. Швидкий, А. Ю. Сергієнко та ін. — К., 2017. — 472 с., тв. пал., (ст. 10 пр.). ISBN 978-617-505-418-5
- Основи медичної валеології. Якобчук А. В., Курик О. Г./ Вид. 2-ге., навчальний посібник. — К.:Ліра-К, 2017. — 244 с. ISBN 978-966-2609-51-6
- Амосов М. М. Фізична активність та серце / Н. Амосов, Я. Бендет. – Київ : Здоровʼя, 1989. – 216 с.
- Амосов М. М. Роздуми про здоров'я / Н. М. Амосов. – 3-е изд., доп. и перераб. – М. : рос. Физкультура и спорт, 1987. – 63 с. : ил.
- Амосов М. М. Моя система здоров'я / Н. Амосов // рос. Наука и жизнь. – 1998. – № 5. – С. 28-35 ; № 6. – С. 32-41 ; № 7. – С. 48-52.
- Editors: Norman J. Temple, Ted Wilson, David R. Jacobs, Jr., George A. Bray (2023). NUTRITIONAL HEALTH: strategies for disease prevention.. Part of the book series: Nutrition and Health (NH). [S.l.]: Humana. ISBN 3-031-24662-4. OCLC 1366124249.
- Humphries, Debbie L.; Scott, Marilyn E.; Vermund, Sten H. (2021). Nutrition and infectious diseases: shifting the clinical paradigm. Part of the book series: Nutrition and Health (NH). Cham. ISBN 978-3-030-56913-6.
- Prabhakaran, D.; Anand, Shuchi; Srinath Reddy, K. (2023). Public health approach to cardiovascular disease prevention & management (вид. 1st edition). Boca Raton, FL. ISBN 978-1-003-35268-6.

### Журнали
- Клінічна та профілактична медицина
- American Journal of Preventive Medicine
- Preventive Medicine
- European Journal of Preventive Cardiology
- Preventive Medicine Reports

### Статті
- Lototska, O. V.; Kondratyuk, V. A.; Sopel, O. M.; Kritska, G. A.; Pashko, K. O.; Fedoriv, O. E. (18 жовтня 2019). Профілактична медицина як важлива складова громадського здоров'я. Вісник соціальної гігієни та організації охорони здоров'я України (2). с. 40–43. doi:10.11603/1681-2786.2019.2.10478.
- Fowler, Terri; Garr, David; Mager, Natalie Di Pietro; Stanley, Joan (23 березня 2020). Enhancing primary care and preventive services through Interprofessional practice and education. Israel Journal of Health Policy Research 9 (1). с.12.  doi:10.1186/s13584-020-00371-8.
- Медицина профілактична ЕСУ, 2018